# Meioneta serratula
Meioneta serratula är en spindelart som först beskrevs av Jörg Wunderlich 1995.  Meioneta serratula ingår i släktet Meioneta och familjen täckvävarspindlar.
Artens utbredningsområde är Mongoliet. Inga underarter finns listade i Catalogue of Life.